# Ivo Perissinotto
Ivo Perissinotto (Noventa di Piave, 10 maggio 1952 – Città di Castello, 20 febbraio 2017) è stato un calciatore italiano, di ruolo attaccante.

## Biografia
Nonostante fosse nato a Noventa di Piave, Perissinotto durante la sua permanenza al Città di Castello si affezionò così tanto alla città da decidere di trasferirsi lì una volta terminata la carriera di calciatore. Qui mise su famiglia e si dedicò per il resto della sua vita alla gestione di un'edicola.
Perissinotto è scomparso nel 2017 all'età di 64 anni a causa di un malore improvviso.

## Caratteristiche tecniche
Perissinotto giocava come attaccante esterno, ruolo che gli permetteva di sfruttare al meglio la sua rapidità e la sua dinamicità.

## Carriera
Ha iniziato la carriera in Serie B con il Cesena nel 1968-69,  anno in cui ha anche vinto il titolo di miglior giocatore nel Torneo giovanile Città di Vignola.
Nel 1971 è passato in Serie C, prima all'Entella e l'anno successivo al Trani, e nel 1973 ha disputato la Serie D con il Città di Castello, per tornare in Serie C l'anno successivo con la Sangiovannese.
Ha esordito in Serie A il 7 marzo 1976 in Cesena-Ascoli (3-1), la sua unica partita in quella stagione in bianconero.
Nella stagione successiva ha militato in Serie B con la maglia del Palermo, collezionando 18 presenze e 2 reti.
Ha poi trascorso sei stagioni con il Barletta, di cui tre in Serie C1 e tre in Serie C2, chiudendo infine la carriera con il Foligno in Serie C1.

## Palmarès

### Club

#### Competizioni nazionali
- Serie C2: 1

Barletta: 1981-1982